# پائولو کتزی
پائولو کُتزی (انگلیسی: Paolo Cozzi) بازیکن والیبال اهل ایتالیا، عضو سابق تیم ملی والیبال ایتالیا از سال ۲۰۰۱ تا ۲۰۰۸، بازیکن فعلی تیم میلان است.
کتزی یکی از اعضای موفق تیم ملی ایتالیا در المپیک ۲۰۰۴ بود که در نهایت به همراه دیگر بازیکنان به مدال نقره دست یافت.